# 4336 Jasniewicz
4336 Jasniewicz este un asteroid din centura principală, descoperit pe 31 august 1984 de Brian Skiff.